# Valentín Castellanos
Pour les articles homonymes, voir Castellanos.
Valentín Mariano José Castellanos Giménez, plus connu sous le nom de Taty Castellanos, né le 3 octobre 1998 à Mendoza en Argentine, est un footballeur international argentin qui évolue au poste d'avant-centre à la SS Lazio.

## Biographie

### En club
Castellanos commence sa carrière dans le club de l'Université du Chili avant de rejoindre Torque, en Uruguay, en 2017. Le 27 juillet 2018, il est prêté au club de Major League Soccer du New York City FC jusqu'à la fin de la saison 2018. Lors de sa première rencontre avec le New York City FC, il est titularisé et marque un but contre les Whitecaps de Vancouver.
Le New York City FC active son option d'achat pour Castellanos le 29 novembre 2018, en prévision de la saison 2019.
Très performant au cours de la saison 2021 de MLS, il est désigné meilleur buteur avec dix-neuf réalisations. Ce succès personnel se traduit aussi au niveau collectif puisque le New York City FC est sacré champion de MLS le 11 décembre 2021. Castellanos ajoute trois buts durant cette phase éliminatoire dont un lors de la finale.
Sujet à de nombreuses rumeurs de transfert avant la lancement de la saison 2022, Castellanos, qui dispose d'un contrat se terminant en 2025, reprend finalement la compétition avec la franchise new-yorkaise jusqu'à son prêt au Girona FC, équipe de première division espagnole, le 25 juillet 2022 alors qu'il est premier au classement des buteurs en championnat avec treize unités,.
Le 25 avril 2023, il inscrit quatre buts face au Real Madrid en Liga lors d'une victoire du Girona FC 4-2. Il est ainsi le premier joueur depuis Esteban Echevarría (es) en décembre 1947 à avoir inscrit au moins quatre buts face au club merengue en championnat d'Espagne,,.
À l'issue de son prêt au Girona FC, Valentín Castellanos est transféré à la Lazio Rome, en Serie A. Le montant du transfert est estimé à quinze millions d'euros, le New York City FC conservant un pourcentage sur une éventuelle revente.

### En sélection nationale
En octobre 2019, l'entraîneur Fernando Batista (es) convoque Castellanos en équipe argentine des moins de 23 ans pour la première fois pour deux matchs amicaux contre le Mexique.

## Palmarès
New York City FC
- Vainqueur de la Coupe de la Major League Soccer en 2021.
- Vainqueur de la Conférence Est de la MLS en 2021.

## Statistiques
| Saison                | Club                    | Championnat           | Championnat | Championnat | Championnat | Coupe(s) nationale(s) | Coupe(s) nationale(s) | Coupe(s) nationale(s) | Compétition(s) continentale(s) | Compétition(s) continentale(s) | Compétition(s) continentale(s) | Compétition(s) continentale(s) | Séries | Séries | Séries | Argentine | Argentine | Argentine | Total | Total | Total |
| Saison                | Club                    | Division              | M.          | B.          | P.d.        | M.                    | B.                    | P.d.                  | Comp.                          | M.                             | B.                             | P.d.                           | M.     | B.     | P.d.   | M.        | B.        | P.d.      | M.    | B.    | P.d.  |
| 2017                  | Universidad de Chile    | Primera División      | 0           | 0           | 0           | 0                     | 0                     | 0                     | CS                             | 1                              | 0                              | 0                              | -      | -      | -      | -         | -         | -         | 1     | 0     | 0     |
| 2017                  | CA Torque (prêt)        | Segunda División      | 11          | 2           | 0           | 0                     | 0                     | 0                     | -                              | -                              | -                              | -                              | -      | -      | -      | -         | -         | -         | 11    | 2     | 0     |
| 2018                  | CA Torque (prêt)        | Primera División      | 12          | 2           | 0           | 7                     | 1                     | 0                     | -                              | -                              | -                              | -                              | -      | -      | -      | -         | -         | -         | 19    | 3     | 0     |
| Sous-total            | Sous-total              | Sous-total            | 23          | 4           | 0           | 7                     | 1                     | 0                     | -                              | -                              | -                              | -                              | -      | -      | -      | -         | -         | -         | 30    | 5     | 0     |
| 2018                  | New York City FC (prêt) | MLS                   | 8           | 1           | 0           | -                     | -                     | -                     | -                              | -                              | -                              | -                              | 2      | 0      | 0      | -         | -         | -         | 10    | 1     | 0     |
| 2019                  | New York City FC        | MLS                   | 30          | 11          | 7           | 3                     | 0                     | 0                     | -                              | -                              | -                              | -                              | 1      | 0      | 0      | -         | -         | -         | 34    | 11    | 7     |
| 2020                  | New York City FC        | MLS                   | 20          | 6           | 3           | -                     | -                     | -                     | LCC                            | 4                              | 0                              | 0                              | 5      | 1      | 0      | -         | -         | -         | 29    | 7     | 3     |
| 2021                  | New York City FC        | MLS                   | 32          | 19          | 8           | -                     | -                     | -                     | LCup                           | 1                              | 1                              | 0                              | 3      | 3      | 0      | -         | -         | -         | 36    | 23    | 8     |
| 2022                  | New York City FC        | MLS                   | 17          | 13          | 2           | 2                     | 0                     | 0                     | LCC                            | 6                              | 4                              | 3                              | -      | -      | -      | -         | -         | -         | 25    | 17    | 5     |
| Sous-total            | Sous-total              | Sous-total            | 107         | 51          | 20          | 5                     | 0                     | 0                     | -                              | 11                             | 5                              | 3                              | 11     | 4      | 0      | -         | -         | -         | 134   | 60    | 23    |
| 2022-2023             | Girona FC (prêt)        | Liga                  | 35          | 13          | 0           | 2                     | 1                     | 0                     | -                              | -                              | -                              | -                              | -      | -      | -      | -         | -         | -         | 37    | 14    | 0     |
| 2023-2024             | Lazio Rome              | Serie A               | 35          | 4           | 3           | 4                     | 2                     | 0                     | C1                             | 7                              | 0                              | 0                              | -      | -      | -      | -         | -         | -         | 46    | 6     | 3     |
| 2024-2025             | Lazio Rome              | Serie A               | 29          | 10          | 3           | -                     | -                     | -                     | C3                             | 11                             | 4                              | 2                              | -      | -      | -      | 2         | 0         | 0         | 42    | 14    | 5     |
| Sous-total            | Sous-total              | Sous-total            | 65          | 14          | 6           | 4                     | 2                     | 0                     | -                              | 18                             | 4                              | 2                              | -      | -      | -      | 2         | 0         | 0         | 89    | 20    | 8     |
| Total sur la carrière | Total sur la carrière   | Total sur la carrière | 229         | 82          | 26          | 18                    | 4                     | 0                     | -                              | 30                             | 9                              | 5                              | 11     | 4      | 0      | 2         | 0         | 0         | 290   | 99    | 31    |

### En sélection nationale
| Saison                | Sélection             | Phases finales        | Phases finales | Phases finales | Phases finales | Éliminatoires CDM | Éliminatoires CDM | Éliminatoires CDM | Matchs amicaux | Matchs amicaux | Matchs amicaux | Total | Total | Total |
| Saison                | Sélection             | Compétition           | M              | B              | Pd             | M                 | B                 | Pd                | M              | B              | Pd             | M     | B     | Pd    |
| --------------------- | --------------------- | --------------------- | -------------- | -------------- | -------------- | ----------------- | ----------------- | ----------------- | -------------- | -------------- | -------------- | ----- | ----- | ----- |
| 2024-2025             | Argentine             | -                     | -              | -              | -              | 1                 | 0                 | 0                 | -              | -              | -              | 1     | 0     | 0     |
| Total sur la carrière | Total sur la carrière | Total sur la carrière | -              | -              | -              | 1                 | 0                 | 0                 | -              | -              | -              | 1     | 0     | 0     |